# Ernst Urbahn
Ernst Urbahn (* 7. April 1888 in Zehdenick, Brandenburg; † 14. Januar 1983 ebenda) war ein deutscher Naturwissenschaftler, Entomologe und Schulleiter.

## Leben und Werk
Nach dem Schulbesuch studierte er Biologie, Geographie und Mathematik in Berlin, Heidelberg und Jena. Er promovierte 1913 mit einer Dissertation unter dem Titel Abdominale Duftorgane bei weiblichen Schmetterlingen an der Universität Jena. 1920 heiratete er Herta Schoer (* 3. Mai 1900; † 15. Januar 1983), die seine engste Mitarbeiterin wurde und ebenfalls ein umfangreiches Fachwissen auf dem Gebiet der Lepidopterologie entwickelte.
Im Jahre 1939 veröffentlichte er gemeinsam mit seiner Frau unter Mitarbeit des Brandenburger Hobby-Entomologen Erich Haeger das faunistische Werk Die Schmetterlinge Pommerns mit einem vergleichenden Überblick über den Ostseeraum, in Fachkreisen kurz die „Pommernfauna“ genannt. Hauptberuflich schlug er einen Weg im Schuldienst ein, in dem er zunächst in Stettin und während des Zweiten Weltkriegs in Binz angestellt war.
1945 kehrte das Ehepaar Urbahn nach Zehdenick zurück. Hier war Ernst Urbahn als Studienrat und Schulleiter bis zu seiner Pensionierung im Jahre 1957 weiter tätig. Während des Schuldienstes und danach beschäftigte er sich sehr intensiv mit der Entomologie und verfasste ca. 185 Publikationen zu diesem Fachgebiet.
Die Schmetterlingssammlung von Ernst und Herta Urbahn befindet sich im Naturkundemuseum Berlin.

## Auszeichnungen und Ehrungen

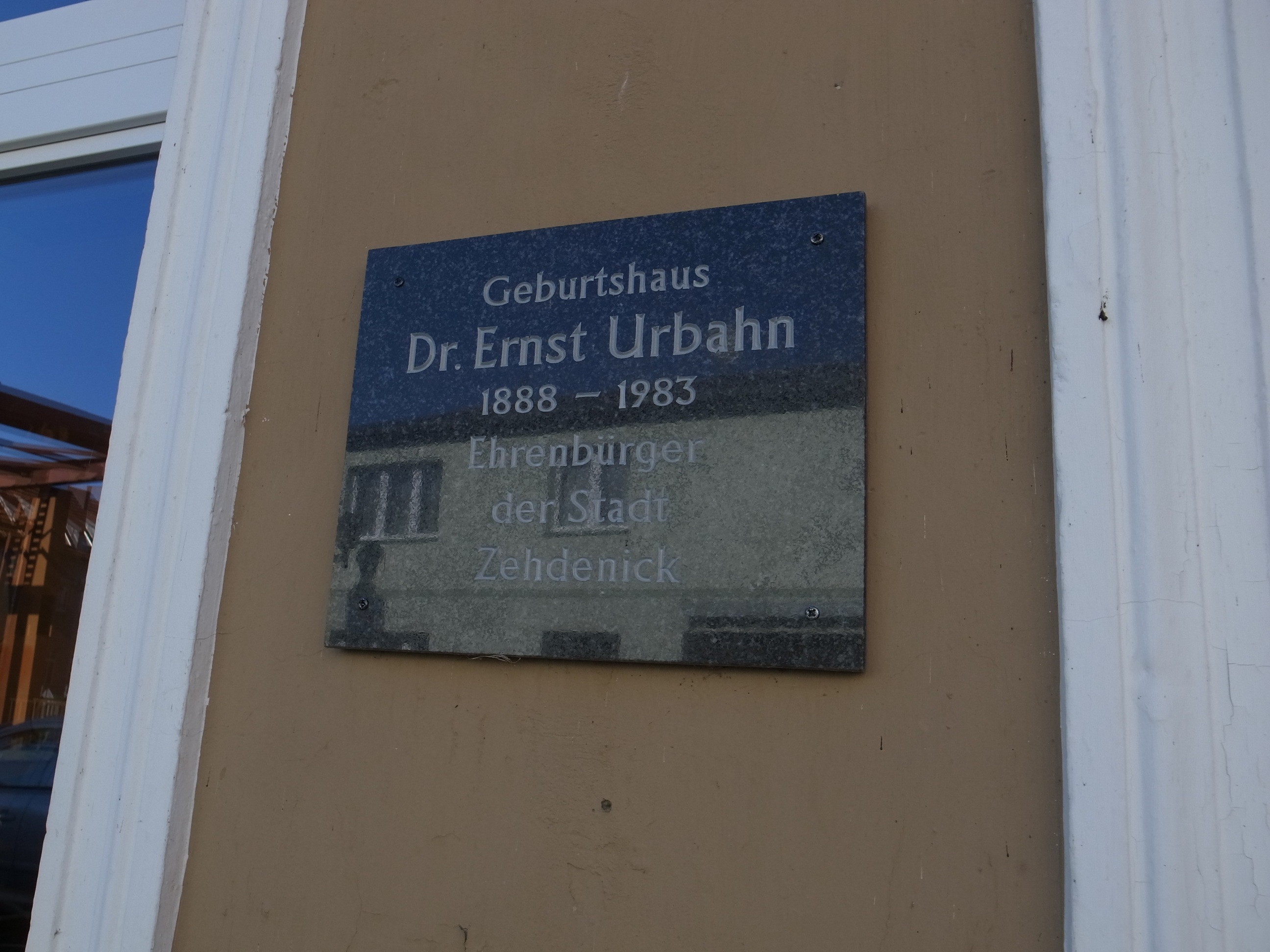
Gedenktafel in Zehdenick

- 1963: Auszeichnung mit der silbernen Leibniz-Medaille der Akademie der Wissenschaften der DDR[5]
- Ernst Urbahn wurde anlässlich seines 80. Geburtstages Ehrenbürger von Zehdenick
- Auszeichnung mit der Johannes-R.-Becher-Medaille in Gold[5]
- Das Haus in der Poststraße 14 in Zehdenick, in dem die Urbahns von 1945 bis 1983 wohnten, wurde mit einer Gedenktafel versehen[6],
- Eine Straße in Zehdenick wurde Dr.-Ernst-Urbahn-Straße benannt[7],
- Der französische Entomologe Claude Dufay benannte eine Unterart des Bergheiden-Johanniskraut-Spanners (Aplocera praeformata) ssp. urbahni.
- Ernst Urbahn war Ehrenmitglied in einer Vielzahl von in- und ausländischen entomologischen Gesellschaften.